# Consequence
Consequence (ранее Consequence of Sound) — независимый онлайн-журнал со штаб-квартирой в Нью-Йорке, в котором публикуются новости, редакционные статьи и обзоры музыки, фильмов и телевидения. Кроме того, он включает в себя микросайт Festival Outlook, который служит базой данных для новостей и слухов о музыкальных фестивалях. В 2018 году Consequence of Sound была запущена Consequence Podcast Network.
Первоначальное название сайта было выбрано в честь песни «Consequence of Sounds» Регины Спектор.

## История
Сайт был создан в сентябре 2007 года Алексом Янгом (сейчас он занимает должность CEO и издателя сайта), и в настоящее время его штат насчитывает более 50 авторов, редакторов, дизайнеров и фотографов.
Consequence of Sound входит в список самых влиятельных музыкальных сайтов по версии Technorati. Он также является одним из 40 сайтов, которые составляют Complex Media Network — рассчитанную на мужскую аудиторию онлайновую сеть рекламных агентств, основанную журналом Complex. В 2010 году About.com назвал Consequence of Sound лучшим музыкальным блогом года. Рецензии сайта учитываются на Metacritic, и его материалы публикует Time.
В 2021 году произошёл ребрендинг: Consequence of Sound стал Consequence, также был произведён редизайн всего сайта.